# Marina Romanowa
Marina Piotrowna Romanowa (ur. 11 marca 1892 w Nicei; zm. 15 maja 1981 w Six-Fours-les-Plages) – księżniczka Rosji.
Księżniczka Marina była córką wielkiego księcia Piotra Mikołajewicza i jego żony wielkiej księżnej Milicy, księżniczki Czarnogóry. Marina była prawnuczką cara Mikołaja I. Dorastała w ostatnich latach Imperium Rosyjskiego, głównie w Znamence, letnim pałacu jej ojca w pobliżu Peterhofu.
Marina była utalentowaną artystką, wykazując szczególny talent do malowania i rysowania. Studiowała malarstwo najpierw z nauczycielem wyższej szkoły w Jałcie, a  następnie w Petersburgu pod kierunkiem profesora Kordowskiego. Wielka księżna Maria Pawłowna sugerowała Marinie małżeństwo z księciem Montespier, synem hrabiego Paryża. W czasie I wojny światowej była pielęgniarką, opiekowała się kaukaskimi żołnierzami w pobliżu Trabzonu. Uciekła z rewolucyjnej Rosji wraz z resztą rodziny na pokładzie brytyjskiego statku HMS Marlborough w 1919 roku. W 1927 roku wyszła za mąż za księcia Aleksandra Golicyna.
Zmarła w wieku 89 lat w Six-Fours-les-Plages.